# Matt Dumba
Mathew Dumba, detto Matt (Regina, 25 luglio 1994), è un hockeista su ghiaccio canadese.

## Palmarès

### Mondiali
- 1 medaglia:
  - 1 oro (Russia 2016)